# Ripley (North Yorkshire)
Ripley is een civil parish in het bestuurlijke gebied Harrogate, in het Engelse graafschap North Yorkshire.